# Список виборів у Словаччині
Це список історичних виборів, що відбулися на території Словаччини.

## Президент
Непрямі вибори:
- Вибори Президента Чехословаччини в 1918 році
- Вибори Президента Чехословаччини в 1920 році
- Вибори Президента Чехословаччини в 1927 році
- Вибори Президента Чехословаччини в 1934 році
- Вибори Президента Чехословаччини в 1935 році
- Вибори Президента Чехословацької Республіки в 1938 році
- Вибори Президента Словацької Республіки в 1939 році
- Вибори Президента Чехословаччини в 1945 році
- Вибори Президента Чехословаччини в 1946 році
- Вибори Президента Чехословаччини в 1948 році
- Вибори Президента Чехословаччини в 1953 році
- Вибори Президента Чехословаччини в 1957 році
- Вибори Президента Чехословаччини в 1964 році
- Вибори Президента Чехословаччини в 1968 році
- Вибори Президента Чехословаччини в 1973 році
- Вибори Президента Чехословаччини в 1975 році
- Вибори Президента Чехословаччини в 1980 році
- Вибори Президента Чехословаччини в 1985 році
- Вибори Президента Чехословаччини в 1989 році
- Вибори Президента Чехословаччини в 1990 році
- Вибори Президента Чехословаччини в 1992 році
- Вибори Президента Словацької Республіки в 1993 році
- Вибори Президента Словацької Республіки в 1998 році

Прямі вибори:
- Вибори Президента Словацької Республіки в 1999 році
- Вибори Президента Словацької Республіки в 2004 році
- Вибори Президента Словацької Республіки в 2009 році
- Вибори Президента Словацької Республіки в 2014 році
- Вибори Президента Словацької Республіки в 2019 році

## Європейський парламент
- Вибори до Європейського Парламенту в Словаччині в 2004 році
- Вибори до Європейського Парламенту в Словаччині в 2009 році
- Вибори до Європейського Парламенту в Словаччині в 2014 році
- Вибори до Європейського Парламенту в Словаччині в 2019 році

## Парламентські вибори
- Вибори до Угорського парламенту в 1848 році
- Вибори до Угорського парламенту в 1861 році
- Вибори в імператорську раду в Австрійській монархії в 1861 році
- Вибори до Угорського парламенту в 1865 році
- Вибори до Угорського парламенту в 1869 році
- Вибори до Угорського парламенту в 1872 році
- Вибори до Угорського парламенту в 1875 році
- Вибори до Угорського парламенту в 1878 році
- Вибори до Угорського парламенту в 1881 році
- Вибори до Угорського парламенту в 1887 році
- Вибори до Угорського парламенту в 1892 році
- Вибори до Угорського парламенту в 1896 році
- Вибори до Угорського парламенту в 1901 році
- Вибори до Угорського парламенту в 1905 році
- Вибори до Угорського парламенту в 1906 році
- Вибори до Угорського парламенту в 1910 році
- Вибори до Палати депутатів Національних Зборів у Чесько-Словацькій Республіці в 1920 році
- Вибори до Сенату Національних Зборів у Чехословаччині в 1920 році
- Вибори до Національних Зборів у Чесько-Словацькій Республіці в 1925 році
- Вибори до Національних Зборів у Чесько-Словацькій Республіці в 1929 році
- Вибори до Національних Зборів у Чесько-Словацькій Республіці в 1935 році
- Вибори до словацьких земель у 1938 році
- Вибори до Установчих національних зборів в Чехо-Словацькій Республіці в 1946 році
- Вибори до Національних Зборів у Чесько-Словацькій Республіці в 1948 році (SNR було складено за результатами цих виборів)
- Вибори до Національних Зборів у Чесько-Словацькій Республіці в 1954 році + Вибори до Національної Ради Словаччини в 1954 році
- Вибори до Національних Зборів у Чехо-Словаччині в 1960 році + Вибори до Національної Ради Словаччини в 1960 році
- Вибори до Національних Зборів у Чесько-Словацькій Республіці в 1964 році + Вибори до Національної Ради Словаччини в 1964 році
- Вибори до Федеральних Зборів у Чесько-Словацькій Республіці в 1971 році + Вибори до Національної Ради Словаччини в 1971 році
- Вибори до Федеральних Зборів у Чесько-Словацькій Республіці в 1976 році + Вибори до Національної Ради Словаччини в 1976 році
- Вибори до Федеральних Зборів у Чесько-Словацькій Республіці в 1981 році + Вибори до Національної Ради Словаччини в 1981 році
- Вибори до Федеральних Зборів у Чесько-Словацькій Республіці в 1986 році + Вибори до Національної Ради Словаччини в 1986 році
- Вибори до Федеральних Зборів у Чехо-Словаччині в 1990 році + Вибори до Національної Ради Словаччини в 1990 році
- Вибори до Федеральних Зборів у Чесько-Словацькій Республіці в 1992 році + Вибори до Національної Ради Словаччини в 1992 році
- Вибори до Національної ради Словацької Республіки в 1994 році
- Вибори до Національної Ради Словацької Республіки в 1998 році
- Вибори до Національної Ради Словацької Республіки в 2002 році
- Вибори до Національної Ради Словацької Республіки в 2006 році
- Вибори до Національної Ради Словацької Республіки в 2010 році
- Вибори до Національної ради Словацької Республіки в 2012 році
- Вибори до Національної ради Словацької Республіки в 2016 році
- Вибори до Національної ради Словацької Республіки в 2020 році

## Регіональні, окружні і комунальні органи влади (з 1918 р.)

### Громади
- Вибори до муніципальних рад у Чехо-Словаччині в 1923 році
- Вибори до муніципальних рад у Чесько-Словацькій Республіці в 1927 році
- Вибори до муніципальних рад у Чесько-Словацькій Республіці в 1931 році
- Вибори до муніципальних рад у Чесько-Словацькій Республіці в 1938 році
- 1945 - 1989: див. Народні вибори
- Вибори до органів муніципалітетів Словаччини в 1990 році
- Вибори до органів муніципалітетів Словаччини в 1994 році
- Вибори до органів муніципалітетів Словаччини в 1998 році
- Вибори до органів муніципалітетів Словаччини в 2002 році
- Вибори до органів муніципалітетів Словаччини в 2006 році
- Вибори до органів муніципалітетів Словаччини в 2010 році
- Вибори до органів муніципалітетів Словаччини в 2014 році
- Вибори до муніципальних органів муніципалітетів Словаччини в 2018 році

### Окреси, жупи, краї, самоврядні краї
- Вибори до районних рад Словаччини 1923 року
- Вибори до Регіональної Ради Словацької Республіки в 1928 році + Вибори до представництв округів у Чесько-Словацькій Республіці в 1928 році
- Вибори до Регіональної Ради Словацької Республіки в 1935 році + Вибори до представництв округів у Чесько-Словацькій Республіці 1935 року
- 1945 - 1989 : див. Народні вибори
- Вибори до органів місцевого самоврядування в Словаччині в 2001 році
- Вибори до органів місцевого самоврядування в Словаччині в 2005 році
- Вибори до органів самоврядування регіонів Словаччини в 2009 році
- Вибори до органів місцевого самоврядування в Словаччині в 2013 році
- Вибори до органів самоврядних регіонів Словаччини в 2017 році

### Народні вибори(громади, окреси, краї)
- 1946: Національні комітети були заповнені за результатами парламентських виборів
- 1948: Національні комітети були заповнені за результатами парламентських виборів
- Вибори до національних комітетів Чесько-Словацької Республіки в 1954 році - відбулися разом з парламентськими виборами
- Вибори до національних комітетів у Чесько-Словацькій Республіці в 1960 році - відбулися разом з парламентськими виборами
- Вибори до національних комітетів Чесько-Словацької Республіки в 1964 році - відбулися разом з парламентськими виборами
- Вибори до національних комітетів Чесько-Словацької Республіки в 1971 році - відбулися разом з парламентськими виборами
- Вибори до національних комітетів Чесько-Словацької Республіки в 1976 році - відбулися разом з парламентськими виборами
- Вибори до національних комітетів у Чесько-Словацькій Республіці в 1981 році - відбулися разом з парламентськими виборами
- Вибори до національних комітетів у Чесько-Словацькій Республіці в 1986 році - відбулися разом з парламентськими виборами